# كريستيان (اسم)
كريستيان (بالإنجليزية: Christian) أو كِرِسْتِيَان هو اسم علم شخصي مذكر ويستخدم أيضاً للأناث، هذا الاسم شائع في الغرب وعند المسيحيين خصوصاً، ومعناه المسيحي أي التابع للمسيح، حيث أستخرج هذا الاسم من كريستيانوس الترجمة اللاتينية لكلمة المسيح باللغة العبرية، ولهذا الاسم أشكال أخرى مثل كريس وكريستيانو وكريستشن وللإناث كرستين وكرستينا وكريسي وكرستا وكرستيانا.

## الشخصيات
- كريستيان الأول ملك الدنمارك
- كريستيان الرابع ملك الدنمارك والنرويج
- كريستيان السابع ملك الدنمارك
- كريستيان بيل ممثل إنجليزي.
- كريستيان مصارع محترف كندي.
- كريستيان فييري لاعب كرة قدم إيطالي.
- كريستيان العاشر ملك أيسلندا.
- كريستيان ديور مصمم أزياء فرنسي.
- كريستيان دوبلر رياضياتي وفيزيائي نمساوي.
- كريستيان لاكروا مصمم أزياء فرنسي.
- كريستيان سلاتر ممثل أمريكي.
- كريستيان أيكمان طبيب هولندي.
- كريستيان دو دوف عالم أحياء بلجيكي.
- كريستيان برنارد جراح جنوب أفريقي.
- كريستيان أنفينسن كيميائي أمريكي.
- كريستيان زاباتا لاعب كرة قدم كولومبي.
- كريستيان بانوتشي لاعب كرة قدم إيطالي.
- كريستيان أتسو لاعب كرة قدم غاني.
- كريستيان أبياتي لاعب كرة قدم إيطالي.
- كريستيان أوبودو لاعب كرة قدم نيجيري.
- كريستيان أوتو مور مهندس مدني ألماني.
- كريستيان ألبيرس سائق فورمولا ون هولندي.
- كريستيان بولسن لاعب كرة قدم دنماركي.
- كريستيان بروكي لاعب كرة قدم إيطالي.
- كريستيان بينيتيز لاعب كرة قدم إكوادري.
- كريستيان بولانيوس لاعب كرة قدم كوستاريكي.
- كريستيان بيوت لاعب كرة قدم بلجيكي.
- كريستيان بينتيكي لاعب كرة قدم بليجيكي.
- كريستيان باندر لاعب كرة قدم ألماني.
- كريستيان تزيغه لاعب كرة قدم ألماني.
- كريستيان تراش لاعب كرة قدم ألماني.
- كريستيان تشولز لاعب كرة قدم ألماني.
- كريستيان تشيفو لاعب كرة قدم روماني.
- كريستيان تيو لاعب كرة قدم إسباني.
- كريستيان تاناسي لاعب كرة قدم روماني.
- كريستيان تشوكوو لاعب كرة قدم نيجيري.
- كريستيان جامبوا لاعب كرة قدم كوستاريكي.
- كريستيان سيراتوس ممثلة أمريكية.
- كريستيان جروس لاعب ومدرب كرة قدم سويسري.
- كريستيان دو بورتسامبارك معماري فرنسي.
- كريستيان دانر سائق فورمولا ون ألماني.
- كريستيان ريفيروس لاعب كرة قدم باراغواياني.
- كريستيان رودريغيز لاعب كرة قدم أورغواياني.
- كريستيان زاكاردو لاعب كرة قدم إيطالي.
- كريستيان ستواني لاعب كرة قدم أورغواياني.
- كريستيان سبرنجر لاعب كرة يد ألماني.
- كريستيان سابونارو لاعب كرة قدم روماني.
- كريستيان غوركوف لاعب ومدرب كرة قدم فرنسي.
- كريستيان جينتنر لاعب كرة قدم ألماني.
- كريستيان غولدباخ رياضياتي ألماني.
- كريستيان فورشتيغوت غيلرت فيلسوف ألماني.
- كريستيان فوتشس لاعب كرة قدم نمساوي.
- كريستيان فولف سياسي ألماني ورئيسها.
- كريستيان فيلهامسون لاعب كرة قدم سويدي.
- كريستيان فريدريك هانسن معماري دنماركي.
- كريستيان كاريمبو لاعب كرة قدم فرنسي كالدوني.
- كريستيان كاسترو مغني مكسيكي.
- كريستيان لويس لانج سياسي ومؤرخ نرويجي.
- كريستيان ليديسما لاعب كرة قدم إيطالي أرجنتيني.
- كريستيان ليل لاعب كرة قدم ألماني.
- كريستيان لارا لاعب كرة قدم إكوادوري.
- كريستيان ماجيو لاعب كرة قدم إيطالي.
- كريستيان ميكلسين سياسي وتاجر نرويجي.
- كريستيان مانفيرديني لاعب كرة قدم عاجي.
- كريستيان مونغيو ممثل روماني.
- كريستيان مولينارو لاعب كرة قدم إيطالي.
- كريستيان نوبوا لاعب كرة قدم إكوادوري.
- كريستيان نيس عالم نبات ألماني.
- كريستيان نيكولوف لاعب كرة سلة تركي مقدوني.
- كريستيان هوغنس فيزيائي وفلكي هولندي.
- كريستيان هوفمان فون هوفمانسفالداو شاعر ألماني.
- كرستيان فولف فيلسوف ألماني نمساوي.

### الشخصيات الخيالية
- كريستيان تروي إحدى شخصيات مسلسل Nip/Tuck.
- كريستيان شيبارد إحدى شخصيات مسلسل لوست.